# Deltote squalida
Deltote squalida is een vlinder uit de familie van de uilen (Noctuidae). De wetenschappelijke naam van deze soort is voor het eerst voorgesteld als Erastria squalida door John Henry Leech in een publicatie uit 1889.
De soort komt voor in Japan.